# Ridge McKeither
Ridge Lamont McKeither (Danville, Virginia; 16 de julio de 1988) es un exjugador de baloncesto estadounidense profesional. Con 1,98 metros de altura, que juega de alero.

## Carrera
Tras formarse como jugador en varias universidades de Estados Unidos, en 2011 da el salto a Europa para fichar por el Melilla Baloncesto de la liga LEB Oro española, en la que sería su primera experiencia como profesional.
Para la temporada 2014/2015 ficha por el Opentach Bàsquet Pla de Pla de Natesa, Marrachí, Mallorca; una recién ascendido a LEB Plata.